# Saliut 7
L'estació espacial soviètica Saliut 7 va ser la darrera de la sèrie Saliut, que després seria substituïda per la Mir.
La Saliut 7 (DOS-6) va enlairar-se el 19 d'abril del 1982. Era en realitat el vehicle de recanvi de la Saliut 6 i, per tant, tenia les mateixes capacitats i equipament, si bé se li van afegir algunes millores. va romandre en òrbita quatre anys i dos mesos, durant els quals la van visitar 10 tripulacions en 6 missions principals i 4 vols secundaris que van incloure un astronauta francès i un d'indi. A part dels molts experiments i observacions realitzats, aquesta estació també va servir per provar atracaments i estudiar el funcionament de grans mòduls en una estació en òrbita. Els mòduls anomenats "Mòduls Còsmics pesants" van ajudar els enginyers a desenvolupar la tecnologia necessària per construir la Mir posteriorment. La Saliut 7 va reentrar a l'atmosfera de la terra el 7 de febrer del 1991.
L'expedició de rehabilitació per part de Soiuz T-13 va ser portada al cinema el 2017.